# Carnaval do Estado do Rio de Janeiro
O carnaval do Estado do Rio de Janeiro possui festejos em todas as regiões, com destaque para a capital, mas com eventos expressivos também no interior e outras áreas turísticas, como Paraty, e Ilha Grande.
O Carnaval da Cidade do Rio de Janeiro, coração da festa no estado, se divide entre os desfiles das escolas de samba, o carnaval de rua dos blocos e bandas, e os bailes carnavalescos. Em Paraty, o principal evento carnavalesco ocorre com a passagem do Bloco da Lama, considerado um dos blocos mais bizarros do carnaval brasileiro. Em Ilha Grande, os blocos animam os foliões nas principais ruas da Vila do Abraão, o coração do arquipélago turístico.
Cidades como Mangaratiba, na costa verde, Cabo Frio, na região dos lagos, e Petrópolis, na região serrana do estado, também possuem expressivos carnavais, com desfiles de escolas de samba e blocos e bandas de rua. 
Em pesquisa realizada pelo Governo do Estado, em 2015, Cabo Frio é a cidade do interior a ter o maior número de foliões, ficando com a maior parcela de foliões dentre os 3,6 milhões estimados para comemorar o carnaval interiorano e Mangaratiba é a que possui maior quantidade de blocos, perdendo apenas para a capital. 

## O carnaval do interior
Não é só na capital que o carnaval fluminense é expressivo. O número de blocos e foliões estimados nas cidades do interior do Rio é grandioso, tendo crescido 16,9% entre 2014 e 2015, de acordo com a pesquisa realizada pelo governo do estado e o público estimado para os desfiles de escolas de samba e para o carnaval de rua nestas regiões, entre moradores e visitantes, é de 3,6 milhões de pessoas. A programação atingiu o recorde, em 2015, de 519 blocos.
Em pesquisa da Setur/TurisRio que analisou 23 municípios com tradição em carnaval de rua, Mangaratiba aparece como campeã no número de blocos em 2015, com 63. Mas o líder em número de público estimado nas ruas é Cabo Frio, que arrasta cerca de um milhão de pessoas entre os dias 7  e 22 de fevereiro.

## Paraty e o Bloco da Lama
A história do divertido bloco remonta de um sábado de carnaval, na cidade histórica de Paraty, no ano de 1986, quando alguns amigos brincavam de lama no mangue da Praia do Jabaquara e perceberam que estavam irreconhecíveis, cobertos pela lama. Saíram daquele jeito pelas ruas do centro histórico da cidade e provocaram grande impacto. E assim surgiu um dos blocos mais esquisitos do carnaval brasileiro: O Bloco da Lama. 
Nos anos posteriores, grupos maiores passaram a reunir-se em torno da brincadeira, dando início a um grande bloco. Por ter crescido tanto de lá para cá, os organizadores e a Secretaria de Turismo de Paraty têm feito campanhas junto aos participantes, através da mídia local e folhetos informativos, sobre a importância de não sujar paredes, carros ou pessoas que estejam passando pelas ruas, honrando assim, o nome do bloco e ajudando a preservar a tradição. Todos os anos, jornais, revistas e programas de TV se rendem à criatividade desse bloco e dedicam matérias sobre ele. O Bloco da Lama faz o seu percurso pela Praia do Jabaquara e, em alguns anos, o bloco é autorizado a entrar no Centro Histórico.

## O carnaval da capital

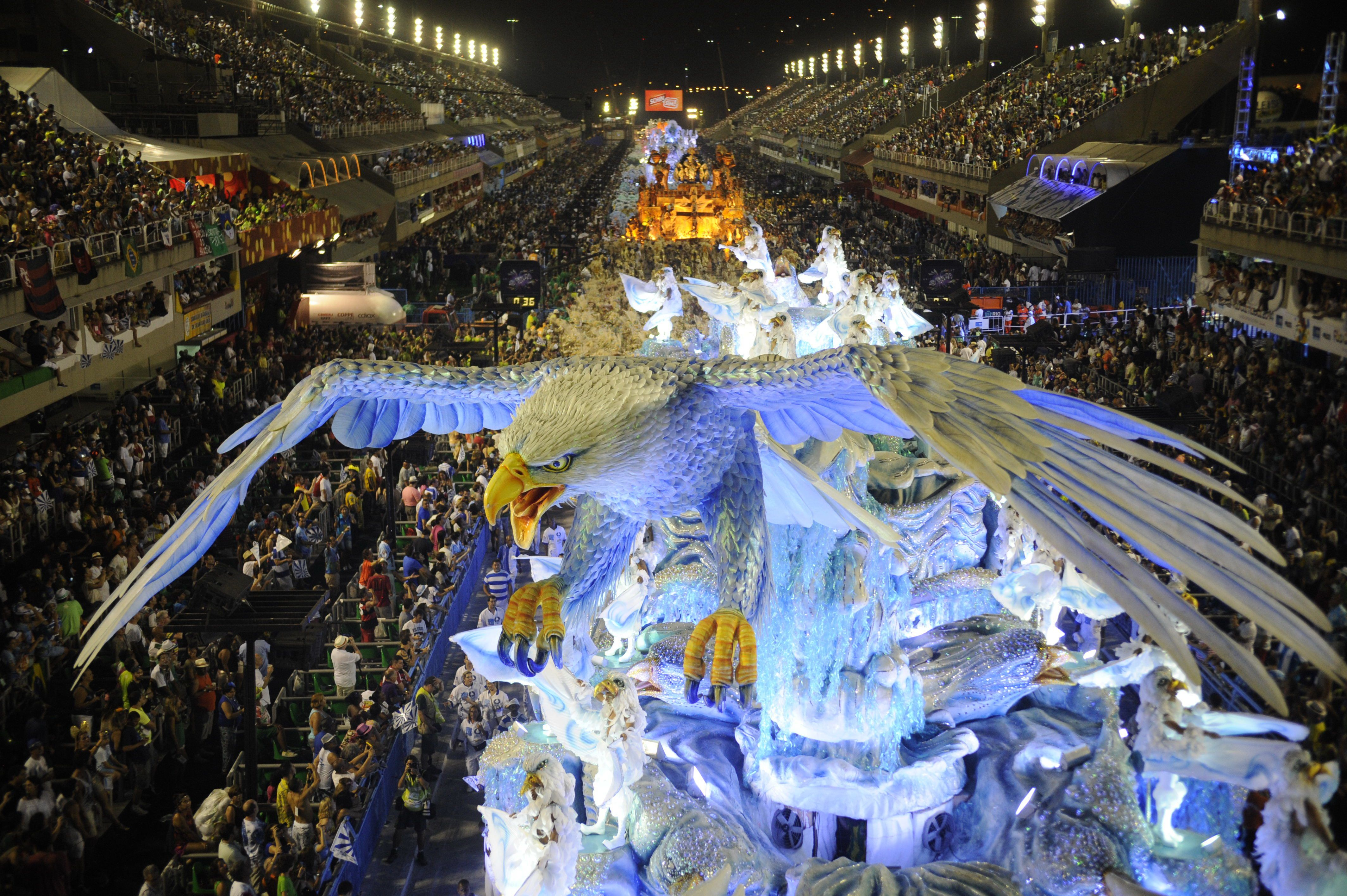
O desfile das escolas de samba, um dos pontos altos dos festejos de Momo da cidade carioca.

O carnaval é o maior e mais popular evento cultural do Rio. De suas raízes históricas, os festejos do Entrudo, que foram introduzidos na cidade pela Corte Portuguesa, acabaram por permitir o surgimento do que hoje é considerado um evento multifacetado, com os festejos ocorrem nas ruas, com os blocos e bandas, em salões, com os bailes carnavalescos, e no sambódromo, com o famoso desfile das escolas de samba. 
Atualmente, o carnaval na cidade é homologado pelo Guinness World Records, o Livro dos Recordes, como o maior carnaval do mundo, com um número de 2 milhões de pessoas por dia brincando nas ruas e atração de cerca de 400 mil turistas estrangeiros.
Dentre as escolas de samba destacam-se, entre outras: Mangueira, Portela, Viradouro, Mocidade Independente de Padre Miguel, Unidos da Tijuca, Salgueiro, Imperatriz Leopoldinense e Beija-Flor de Nilópolis.
Dentre os blocos e bandas, alguns dos mais tradicionais e famosos são: o Cordão da Bola Preta (maior e mais antigo bloco da cidade), a Banda de Ipanema, o Simpatia É Quase Amor, o Cacique de Ramos e o Suvaco do Cristo.